# پایگاه آب‌نشین لیک گاردنر
 پایگاه آب‌نشین لیک گاردنر (به انگلیسی: Lake Gardner Seaplane Base) یک فرودگاه خصوصی است . این فرودگاه در کشور ایالات متحده آمریکا قرار دارد و در ارتفاع ۲۷ متری از سطح دریا واقع شده‌است.